# Fabián Perea
Álvaro Fabián Perea (Montevideo, Uruguay, 6 de abril de 1978, 13 de octubre de 1997). Fue un lateral recordado por hacer el gol del triunfo, mediante modalidad de gol de oro, a Ghana en la semifinal del Mundial Sub-20 de Malasia 1997.

## Trayectoria
Álvaro Fabián Perea se formó en Peñarol, en 1997 fue ascendido a Primera, pero jugó sólo un partido. Su único partido se dio el día 30 de agosto, en el empate 1-1 ante Montevideo Wanderers por el Torneo Clausura, cuando entró a los 78 minutos por Antonio Pacheco.

## Selección nacional
Fue internacional con la Selección de fútbol de Uruguay en el Sudamericano Sub-20 y Mundial Malasia 1997, donde logró el subcampeonato.

### Participaciones en Copas del Mundo Sub-20
| Mundial                                | Sede    | Resultado  |
| -------------------------------------- | ------- | ---------- |
| Copa Mundial de Fútbol Juvenil de 1997 | Malasia | Subcampeón |

### Participaciones en Sudamericano Sub-20
| Copa                                   | Sede  | Resultado     |
| -------------------------------------- | ----- | ------------- |
| Campeonato Sudamericano Sub-20 de 1997 | Chile | Cuarto puesto |

## Clubes
| Club    | País    | Año  | Partidos | Goles |
| ------- | ------- | ---- | -------- | ----- |
| Peñarol | Uruguay | 1997 | 1        | 0     |

## Fallecimiento
El 13 de octubre de 1997, el juvenil de Peñarol falleció en un accidente de tránsito en Batlle y Ordóñez(ex propios) y Canstatt. Perea había salido a un boliche bailable, pero al regresar a su casa encontró la muerte.